# Lovísa Thompson
Lovísa Thompson, född 27 oktober 1999 i Reykjavík, är en isländsk handbollsspelare som spelar för Valur och Grótta samt det isländska landslaget. Hon har vunnit både det isländska mästerskapet och den isländska cupen tre gånger vardera.
I september 2018 inkluderades hon av EHF i en lista över de tjugo bästa unga handbollsspelarna att hålla koll på inför framtiden.

## Karriär
Hon började sin karriär med Íþróttafélagið Grótta under 2013–2014 och spelade sin första match den 1 februari 2014. Hon hjälpte Grótta att vinna det nationella mästerskapet 2015, då hon gjorde det avgörande målet med 3 sekunder kvar i den avgörande matchen i Úrvalsdeildsfinalen.
Efter att Grótta degraderats 2018 skrev Thompson på för Valur, som hon 2019 vann isländska cupen med. Hon utsågs även till cupfinalens MVP.
I maj 2022 lånades Thompson ut till Ringkøbing Håndbold i Damehåndboldligaen. Hon lämnade klubben i oktober 2022.
I december 2022 lånades Thompson ut till Tertnes HE i ett försök att hjälpa klubben att undvika nedflyttning från den högst rankade ligan i Norge, REMA 1000-ligaen. På grund av en skada spelade hon inte i några matcher för Tertnes och återvände till Island. I februari rapporterades det att hon var planerad att genomgå en operation för att laga en benskada som tryckte mot hennes hälsena.